# Fußball-Oberliga 1976/77
Die Saison 1976/77 der Oberliga war die dritte Saison der Oberliga als dritthöchste Spielklasse im Fußball in Deutschland nach der Einführung der zweigleisigen – später eingleisigen – 2. Fußball-Bundesliga zur Saison 1974/75.

## Oberligen
- Oberliga Berlin 1976/77
- Oberliga Nord 1976/77

## Aufstieg zur 2. Bundesliga
Neben zwei Direktaufsteigern gelangen Bremerhaven 93, dem 1. FC Bocholt, Wormatia Worms und dem Freiburger FC jeweils als Gruppensieger in vier Aufstiegsrunden der Aufstieg in die 2. Bundesliga.
Bremerhaven 93 spielte in der 2. Bundesliga unter dem Namen OSC Bremerhaven.